# وستبروک (تگزاس)
وستبروک، تگزاس (به انگلیسی: Westbrook, Texas) یک شهر در ایالات متحده آمریکا با جمعیت ۲۰۳ نفر است که در تگزاس واقع شده‌است.

## موقعیت جغرافیایی
موقعیت جغرافیایی شهرها و مناطق اطراف به شرح زیر است: